# Величковский, Борис Тихонович
Бори́с Ти́хонович Величко́вский (6 октября 1923, Орёл — 17 сентября 2020) — советский и российский медик-гигиенист, академик АМН СССР (1988), РАМН и Российской академии наук (2013). Доктор медицинских наук, профессор. Советник ректора Российского национального исследовательского медицинского университета им. Н. И. Пирогова Минздрава России.

## Биография
Б. Т. Величковский родился в 1923 году в городе Орле.
В августе 1941 года пошёл добровольцем в армию и был направлен в училище младших лейтенантов пехоты в Новосибирске, но не прошел мандатную комиссию, так как в 1937 г. отец был арестован органами НКВД. В составе стройбата трудился на Урале горнорабочим медного рудника и, после травмы позвоночника, шлифовщиком инструментального цеха завода ОЦМ.
В 1950 году окончил с отличием Свердловский медицинский институт. В 1951 году по конкурсу поступил в аспирантуру Свердловского НИИ гигиены труда и профзаболеваний МЗ РСФСР. В 1957 году стал заведующим лабораторией. С 1958 года — заместитель директора по научной работе, с 1965 по 1974 год — директор.
В 1970—1972 годах — по совместительству заведовал кафедрой гигиены труда Свердловского медицинского института.
С 1974 года — начальник Главного управления научно-исследовательских институтов и координации научных исследований, председатель Учёного совета и член коллегии Министерства здравоохранения РСФСР.
С 1985 года — заведующий проблемной лабораторией патогенеза и экспериментальной терапии пневмокониозов Российского национального исследовательского медицинского университета им. Н. И. Пирогова. В 1998 году лаборатория преобразована в отдел молекулярной биологии и экологии.
С 2009 года помощник ректора Российского национального исследовательского медицинского университета им. Н. И. Пирогова.
В 1955 году защитил кандидатскую диссертацию, в 1969 году — докторскую, в 1970 году присвоено учёное звание профессора. В 1978 году избран членом-корреспондентом АМН СССР, в 1988 году — академиком АМН СССР.
Подготовил 29 докторов и 26 кандидатов наук. Автор более 260 научных работ, включая 15 монографий и руководств, учебник для средней школы «Здоровье человека и окружающая среда» (М.: «Новая школа», 1997, 236 с.). Имеет 8 авторских свидетельств на изобретение и 1 патент.
Скончался 17 сентября 2020 года. Похоронен рядом с родными на Калитниковском кладбище Москвы (участок 30).

## Научная деятельность

### Научные интересы
Гигиена труда и профессиональные заболевания, молекулярная биология и экология, общественное здоровье и здравоохранение, социальная биология. Основоположник новых направлений научных исследований: изучение жизнеспособности нации и социальной биологии человека.

### Основные направления
Могут быть выделены три периода научных исследований.
Первый период — уральский, посвящен медицине труда и профессиональным заболеваниям. Впервые доказана высокая силикозоопасность дымов или аэрозолей конденсации диоксида кремния электротермического происхождения. Обоснованы предельно допустимые концентрации таких аэрозолей в воздухе рабочей зоны и в атмосферном воздухе. Составлены санитарные требования по проектированию и эксплуатации электротермических цехов по выплавке кристаллического кремния и его сплавов. На их основании построены плавильные корпуса нового типа, обеспечивающие, оптимальную организацию общего естественного воздухообмена, существенно снизившую запыленность воздуха рабочей зоны. Реализация комплекса профилактических мероприятий в электротермических плавильных цехах металлургических заводов привела к резкому снижению заболеваемости рабочих силикозом (золотая медаль ВДНХ СССР).
Второй период посвящен экологической пульмонологии — заболеваниям органов дыхания от воздействия факторов окружающей среды: природного, техногенного и бытового происхождения. Выяснены особенности молекулярного строения и механизма биологического действия фиброгенной пыли. Доказано, что развитие силикоза, асбестоза и других пневмокониозов, а также пылевого бронхита обусловлено активными формами кислорода и азота, образующимися в избыточном количестве в месте контакта пылевой частицы с клеточной мембраной альвеолярных макрофагов и нейтрофилов, реализующих первый этап своей бактерицидной функции (премия РАМН имени Ф. Ф. Эрисмана).
Установлена роль свободно-радикального окисления как связующего звена срочной и долговременной адаптации организма к факторам окружающей среды. Обоснована гипотеза о молекулярном механизме снижения коэффициента использования кислорода на Крайнем Севере.
Третий период посвящен исследованию жизнеспособности нации и социальной биологии человека. Проанализированы патогенетические механизмы ухудшения здоровья населения в годы реформ и обоснованы пути преодоления негативных последствий.

## Награды
Награждён орденами «Знак Почёта» (1971) и Дружбы народов (1994), медалями «За доблестный труд. В ознаменование 100-летия со дня рождения Владимира Ильича Ленина», «Ветеран труда», «50 лет Победы в Великой Отечественной войне 1941—1945 гг.», «70 лет победы в Великой Отечественной войне», значком «Отличник здравоохранения».
Имел звания «Ветеран Великой Отечественной войны», «Жертва политических репрессий».
Почётный профессор Уральской государственной медицинской академии и Всероссийского НИИ железнодорожной гигиены.